# Distrito de La Roche-sur-Yon
El distrito de La Roche-sur-Yon es un distrito (en francés arrondissement) de Francia, que se localiza en el departamento Vendée, de la región Países del Loira (en francés Pays de la Loire). Cuenta con 11 cantones y 92 comunas.
La capital de un distrito se llama subprefectura (sous-préfecture). Cuando un distrito contiene la prefectura (capital) del departamento, esa prefectura es la capital del distrito, y se comporta tanto como una prefectura como una subprefectura.

## División territorial

### Cantones
Los cantones del distrito de La Roche-sur-Yon son:
1. Cantón de Chantonnay
2. Cantón de Les Essarts
3. Cantón de Les Herbiers
4. Cantón de Mareuil-sur-Lay-Dissais
5. Cantón de Montaigu
6. Cantón de Mortagne-sur-Sèvre
7. Cantón de Le Poiré-sur-Vie
8. Cantón de Rocheservière
9. Cantón de La Roche-sur-Yon-Nord
10. Cantón de La Roche-sur-Yon-Sud
11. Cantón de Saint-Fulgent

### Comunas
| 1. Aizenay (85003)                   | 2. Aubigny (85008)                    | 3. Bazoges-en-Paillers (85013)       | 4. Beaufou (85015)                    |
| 5. Beaurepaire (85017)               | 6. Belleville-sur-Vie (85019)         | 7. La Bernardière (85021)            | 8. Bessay (85023)                     |
| 9. La Boissière-de-Montaigu (85025)  | 10. Boufféré (85027)                  | 11. Boulogne (85030)                 | 12. Bournezeau (85034)                |
| 13. La Bretonnière-la-Claye (85036)  | 14. Les Brouzils (85038)              | 15. La Bruffière (85039)             | 16. Chaillé-sous-les-Ormeaux (85043)  |
| 17. La Chaize-le-Vicomte (85046)     | 18. Chambretaud (85048)               | 19. Chantonnay (85051)               | 20. Chauché (85064)                   |
| 21. Chavagnes-en-Paillers (85065)    | 22. Château-Guibert (85061)           | 23. Les Clouzeaux (85069)            | 24. La Copechagnière (85072)          |
| 25. Corpe (85073)                    | 26. La Couture (85074)                | 27. Cugand (85076)                   | 28. Dompierre-sur-Yon (85081)         |
| 29. Les Epesses (85082)              | 30. Les Essarts (85084)               | 31. La Ferrière (85089)              | 32. Fougeré (85093)                   |
| 33. La Gaubretière (85097)           | 34. La Guyonnière (85107)             | 35. La Génétouze (85098)             | 36. L'Herbergement (85108)            |
| 37. Les Herbiers (85109)             | 38. Les Landes-Genusson (85119)       | 39. Les Lucs-sur-Boulogne (85129)    | 40. Mallièvre (85134)                 |
| 41. Mareuil-sur-Lay-Dissais (85135)  | 42. La Merlatière (85142)             | 43. Mesnard-la-Barotière (85144)     | 44. Montaigu (85146)                  |
| 45. Mormaison (85150)                | 46. Mortagne-sur-Sèvre (85151)        | 47. Mouchamps (85153)                | 48. Mouilleron-le-Captif (85155)      |
| 49. Moutiers-sur-le-Lay (85157)      | 50. Nesmy (85160)                     | 51. L'Oie (85165)                    | 52. Les Pineaux (85175)               |
| 53. Le Poiré-sur-Vie (85178)         | 54. Péault (85171)                    | 55. La Rabatelière (85186)           | 56. La Roche-sur-Yon (85191)          |
| 57. Rocheservière (85190)            | 58. Rochetrejoux (85192)              | 59. Rosnay (85193)                   | 60. Saint-André-Goule-d'Oie (85196)   |
| 61. Saint-André-Treize-Voies (85197) | 62. Saint-Aubin-des-Ormeaux (85198)   | 63. Saint-Denis-la-Chevasse (85208)  | 64. Saint-Florent-des-Bois (85213)    |
| 65. Saint-Fulgent (85215)            | 66. Saint-Georges-de-Montaigu (85217) | 67. Saint-Germain-de-Prinçay (85220) | 68. Saint-Hilaire-de-Loulay (85224)   |
| 69. Saint-Hilaire-le-Vouhis (85232)  | 70. Saint-Laurent-sur-Sèvre (85238)   | 71. Saint-Malô-du-Bois (85240)       | 72. Saint-Mars-la-Réorthe (85242)     |
| 73. Saint-Martin-des-Noyers (85246)  | 74. Saint-Martin-des-Tilleuls (85247) | 75. Saint-Paul-en-Pareds (85259)     | 76. Saint-Philbert-de-Bouaine (85262) |
| 77. Saint-Prouant (85266)            | 78. Saint-Sulpice-le-Verdon (85272)   | 79. Saint-Vincent-Sterlanges (85276) | 80. Sainte-Cécile (85202)             |
| 81. Sainte-Florence (85212)          | 82. Sainte-Pexine (85261)             | 83. Saligny (85279)                  | 84. Sigournais (85282)                |
| 85. Le Tablier (85285)               | 86. Thorigny (85291)                  | 87. Tiffauges (85293)                | 88. Treize-Septiers (85295)           |
| 89. Treize-Vents (85296)             | 90. Venansault (85300)                | 91. Vendrennes (85301)               | 92. La Verrie (85302)                 |